# Lechia Dzierżoniów
Lechia Dzierżoniów – polski klub piłkarski z siedzibą w Dzierżoniowie, występujący w grupie wschodniej dolnośląskiej IV ligi. 

## Historia
W marcu 1955 roku, tuż przed rozpoczęciem sezonu piłkarskiego, doszło do połączenia dwóch dzierżoniowskich klubów – Ogniwa i Spójni. W ich miejsce powstało Terenowe Koło Sportowe Sparta. Połączone siły piłkarskie niedawnych rywali, wystartowały w rozgrywkach o mistrzostwo klasy C. Wyselekcjonowana kadra pierwszego zespołu okazała się jednak na tyle mocna, że dzierżoniowianie rozpoczęli szybki marsz w górę ligowej hierarchii. W roku 1955 Sparta wywalczyła awans do klasy B. Jeszcze w tym samym roku, doszło do kolejnego połączenia dzierżoniowskich klubów. W nocy z 5 na 6 grudnia, w mieszkaniu jednego ze sportowych działaczy, spotkali się przedstawiciele Sparty (Kazimierz Michalski) i działającej przy ZR Diora – Stali (A. Czachorowski i J. Krasówka), którzy postanowili stworzyć w Dzierżoniowie silną drużynę piłkarską. Kazimierz Michalski zaproponował, żeby nowy klub przyjął nazwę Lechia. Ustalono, że barwami TKS Lechia będą kolory – żółty, czerwony i niebieski. Barwy te powstały z żółto-czerwonych barw Sparty i żółto-niebieskich barw Stali.
Na początku 1956 roku, pracownik Diory, Adam Piech opracował godło klubu. Sezon 1991/1992 Lechici zaczynali już w roli faworytów. Jednak początek nie był najlepszy, gdyż cały czas Lechici okupowali miejsce za pierwszą trójką, a głównym kandydatem do awansu stał się Dozamet Nowa Sól. Dopiero po ostatnim meczu rundy jesiennej, po wygraniu z Bielawianką na wyjeździe 1:0, objęli prowadzenie. Wiosna była bardzo zacięta, gdyż o awans walczyły Dozamet i Lechia. Przed ostatnim meczem na lepszej pozycji był Dozamet, gdyż jechał do zdegradowanego już BKS-u Bolesławiec, ale niespodziewanie zremisował. Pozwoliło to Lechii (dzięki zwycięstwu 7:1 z Bielawianką) zdobyć mistrzostwo III ligi i awansować szczebel wyżej. W pierwszym sezonie w II lidze nie wiodło się Lechitom najlepiej, a utrzymanie zapewnili sobie dopiero w ostatnim meczu, remisując u siebie 1:1 ze Stilonem Gorzów Wielkopolski. Kolejny sezon był już lepszy w wykonaniu „trójkolorowych”, po półmetku rozgrywek zajmowali 8 miejsce, natomiast sezon zakończyli na 9 miejscu. Lechia była jedynym zespołem, który nie przegrał z Olimpią Poznań, gdyż 2 razy zremisowali, a przyjazd trenera tej drużyny do Dzierżoniowa wywołał duże zainteresowanie. Trener Elany Toruń, Andrzej Witkowski, krytycznie ocenił Lechitów. Uważał, że pozycja Lechii to „w 40% zasługa bramkarza Andrieja Zabijakina, czołowego goalkeepera II ligi”, ale trudno mu się dziwić, gdyż jego drużyna przegrała z Lechią 5:2 u siebie i 3:1 w Dzierżoniowie.
Trzeci rok gry w II lidze okazał się niespodziewanie ostatnim. Z zespołu do Śląska Wrocław odszedł Józef Kostek, ale pojawił się Grzegorz Krawiec, który powrócił z II-ligowego klubu belgijskiego KTH Diest. Po 4 kolejkach zajmowali 4 miejsce, a po rundzie jesiennej 7, a tylko fatalna kondycja finansowa wróżyć mogła wiosenne kłopoty. W ostatnim meczu jesieni piłkarze wystąpili w czarnych opaskach aby zaprotestować przeciwko braku zainteresowania klubem ze strony miasta. Po remisowym 1:1 meczu ze Ślężą grupa ponad 1500 kibiców udała się pod ratusz, domagając się od burmistrza Leszka Tymcio udzielenia pomocy klubowi i zaniechania planu budowy hali targowej na bocznym boisku jedynego II-ligowca w województwie. Manifestacja ta nie wywołała żadnej reakcji ze strony władz miasta. W tej sytuacji klub zmuszony był sprzedać najzdolniejszego piłkarza Jarosława Krzyżanowskiego do Zagłębia Lubin. Runda wiosenna była kompletnie nieudana i po 2 zwycięstwach, 3 remisach oraz 11 porażkach Lechia pożegnała się z II ligą.
Po spadku odbyła się ogromna wyprzedaż zawodników. Z podstawowej jedenastki pozostali Arkadiusz Paszkowski, Grzegorz Rempalski, kontuzjowany Zbigniew Soczewski i Andriej Zabijakin. W trakcie sezonu dołączył Jacek Sobczak. Sezon Lechia zakończyła na 11. miejscu. W kolejnym sezonie w roku 1996/1997 Lechia zagrała też nie najlepiej. Natomiast sezon 1997/1998 zakończył się spadkiem z III ligi. Przez całą rundę wiosenną Lechici zajmowali 8 miejsce, a żeby pozostać w III lidze trzeba było zająć 6 miejsce. Z III ligi poza Lechią spadło jeszcze 12 zespołów. Tak duża liczba drużyn opuszczających III ligę związana była z reorganizacją, w wyniku której z ośmiu III lig powstały cztery.
Kolejne lata dla dzierżoniowskiego klubu nie były zbyt udane. Tylko raz, w sezonie 2000/2001, Lechici walczyli o awans do IV ligi. Mając w składzie takich piłkarzy jak Albert Połubiński czy Bartłomiej Świątek klub mógł odnieść kolejny sukces, awansując o klasę wyżej. Jednakże w ostatnim meczu sezonu, w derbach powiatu dzierżoniowskiego, Lechia musiała uznać wyższość Bielawianki i tym samym pożegnała się z marzeniami o awansie. Należy jednak wziąć pod uwagę, że klub borykał i nadal boryka się z dużymi trudnościami finansowymi, a gra w III lidze, dalekie wyjazdy i co związane z tym wysokie koszty utrzymania pierwszego zespołu, pogrążyłyby klub jeszcze bardziej. Po tym sezonie kilku najlepszych graczy odeszło z zespołu, pierwszą drużynę zasiliła grupa młodzieżowców. Jednakże to nie wystarczyło na utrzymanie klubu w IV lidze. W sezonie 2003/2004, najgorszym w historii klubu, Lechia nie odnosząc żadnego zwycięstwa w lidze, spadła do klasy okręgowej. Nastąpiła przebudowa całego zespołu – postawiono na młodzież i swoich wychowanków.
W sezonie 2005/2006 Lechia Dzierżoniów grała w klasie okręgowej, natomiast juniorzy występowali w najwyższej klasie rozgrywkowej – Dolnośląskiej Lidze Juniorów. Bardzo rozwinęło się szkolenie młodzieży i dlatego najmłodsze grupy piłkarskie zdobyły już prestiż na arenie krajowej, spotykając się w turniejach z takimi klubami jak Legia Warszawa czy Wisła Kraków. A ostatnio są zapraszane na turnieje zagraniczne, gdzie grają m.in. ze Spartą Praga czy Bayerem 04 Leverkusen.
W sezonie 2006/2007 Lechia Dzierżoniów zapewniła sobie awans do IV ligi, w sezonie kolejnym utrzymała się w tej klasie rozgrywkowym, by w sezonie 2008/2009 zająć wysokie, bo 4. miejsce w rozgrywkach.
W sezonie 2009/2010 Lechia Dzierżoniów zapewniła sobie awans do III ligi zajmując pierwsze miejsce w rozgrywkach grupy dolnośląskiej IV ligi. W III lidze występowała do sezonu 2018/2019, kiedy to zajęła przedostatnie miejsce i spadła do IV ligi. W sezonie 2019/2020 zajęła 9. miejsce, a w dwóch następnych latach wygrywała rozgrywki, jednak, w związku z przegranymi barażami, gra dalej na piątym szczeblu.

## Nazwy
- 1945 – Ogniwo Dzierżoniów
- 1955 – TKS Sparta Dzierżoniów (po fuzji ze Spójnią Dzierżoniów)
- 1955 – TKS Lechia Dzierżoniów (po kolejnej fuzji, tym razem ze Stalą Dzierżoniów)
- 1974 – ZKS Unitra-Diora Dzierżoniów
- 1979 – MZKS Lechia Dzierżoniów

## Sukcesy
Rozgrywki ligowe
- II liga:
  - 9. miejsce: 1993/1994

Rozgrywki pucharowe
- Puchar Polski – Wałbrzyski Okręgowy Związek Piłki Nożnej:
  - Zdobywca (2): 1990/1991, 2006/2007

## Obecny skład
Stan na 3 sierpnia 2022
| Nr | Poz. | Piłkarz               |
| -- | ---- | --------------------- |
|    | BR   | Adrian Szady          |
|    | BR   | Dominik Spaleniak     |
|    | BR   | Aleksander Krzyzaniak |
|    | BR   | Kacper Bolisęga       |
|    | OB   | Mikołaj Łazarowicz    |
|    | OB   | Mateusz Miazga        |
|    | OB   | Wiktor Galuba         |
|    | OB   | Łukasz Sztuka         |
|    | OB   | Marek Korzeniowski    |
|    | OB   | Patryk Chrapek        |
|    | OB   | Kamil Juraszek        |
|    | OB   | Jakub Kierkiewicz     |
|    | PO   | Michał Ciarkowski     |
|    | PO   | Jakub Knyrek          |

| Nr | Poz. | Piłkarz                      |
| -- | ---- | ---------------------------- |
|    | PO   | Mateusz Jaros                |
|    | PO   | Kamil Sadowski               |
|    | PO   | Jakub Chlipała               |
|    | PO   | Dawid Ziółkowski             |
|    | PO   | Aldeir Cirineu Andrade Silva |
|    | PO   | Dawid Wasilewski             |
|    | PO   | Jan Rytko                    |
|    | NA   | Mateusz Zatwarnicki          |
|    | NA   | Damian Bogacz                |
|    | NA   | Élton                        |
|    | NA   | Maciej Rudnicki              |
|    | NA   | Jakub Kaczmarek              |
|    | NA   | Bartosz Rzepski              |
|    | NA   | Marcin Orłowski              |

## Piłkarze w historii klubu

### Reprezentacja Polski
- Michał Masłowski, Paweł Sibik, Jarosław Jach, Krzysztof Piątek

### Zawodnicy Ekstraklasy
- Jarosław Jach (Zagłębie Lubin)
- Michał Masłowski (Zawisza Bydgoszcz)
- Mateusz Piątkowski (Jagiellonia Białystok)
- Jarosław Lato (Śląsk Wrocław, Dyskobolia Grodzisk Wielkopolski, Polonia Warszawa, Jagiellonia Białystok)
- Jarosław Krzyżanowski (Zagłębie Lubin)
- Paweł Sibik (Odra Wodzisław Śląski)
- Józef Kostek (Śląsk Wrocław)
- Patryk Klimala (Jagielonia Białystok)
- Rafał Adamski (Zagłębie Lubin)

## Sztab szkoleniowy
Aktualne na dzień 29 marca 2020
| Funkcja          | Imię i nazwisko | Kraj   |
| ---------------- | --------------- | ------ |
| Trener           | Paweł Sibik     | Polska |
| Asystent trenera |                 | Polska |

### Dotychczasowi trenerzy
| Imię i nazwisko        | Lata      |
| ---------------------- | --------- |
| Stanisław Świerk       | 2000      |
| Zbigniew Soczewski     | 2000-2001 |
| Leszek Dulat           | 2001-2002 |
| Zbigniew Soczewski     | 2002-2003 |
| Dariusz Kopaczewski    | 2003      |
| Zbigniew Mandziejewicz | 2003      |
| Jerzy Buczyński        | 2003      |

| Imię i nazwisko                         | Lata      |
| --------------------------------------- | --------- |
| Jacek Kubasiewicz                       | 2004      |
| Arkadiusz Albrecht                      | 2004      |
| Arkadiusz Albrecht i Zbigniew Soczewski | 2004-2005 |
| Wiesław Pisarski i Tomasz Boczkowski    | 2005-2006 |
| Piotr Pietrewicz                        | 2006      |
| Albert Połubiński                       | 2006-2010 |
| Zbigniew Soczewski                      | 2010–     |